# 서울 1964년 겨울
〈서울 1964년 겨울〉은 김승옥의 단편소설이다.
이 소설은 1965년에 발표되어 많은 화제를 낳았다. 여기에서는 김승옥 특유의 개체와 개체와의 관계, 즉 인간관계가 중요한 주제로 부각되고 있다. 
구청직원인 '나'와 25세 대학원생인 '안(安)', 그리고 가난뱅이임이 분명한 삼십오륙 세 가량의 '사내'가 포장마차 안에서 우연히 만난다. 이들은 "안 형, 파리를 사랑하십니까?", "김 형, 꿈틀거리는 것을 사랑하십니까?" 하는 따위의 대화를 나누며 술을 마시고 밤거리를 어울려 다니다가 하룻밤을 같이 보내게 된다. 혼자 있기 싫다고 하던 30대의 사나이는 그 다음날 자살체로 발견되고 나머지 둘은 각각 헤어진다. 
현실에서 소외된 고독한 세 인물은 서로 무심히 만나고 헤어지는 단순한 사건을 통해 각자 나름의 개별성을 확인할 뿐, 아무런 사회적 연대성도 느끼지 못한다. 한국소설이 취락주의(聚落主義)·인정주의에서 개인주의에로 변모하는 경향을 다룬 작품으로서, 새로운 인간형의 제시가 이채로우며 한국소설의 개인적 존재 상황에의 변모와 가능성을 보여준다는 점에서 높이 평가되고 있다.